# Tomás Domínguez Romera
Tomás Domínguez Romera Pérez de Pomar, marqués de San Martín, conde de Rodezno y de Valdellano (Carmona, 1853 - Madrid, 12 de mayo de 1931), fue un político carlista español.

## Biografía
Se graduó en Derecho en 1873. En los comienzos de su carrera, al acaecer la revolución de 1868 tomó parte activa en las luchas de ideas que provocó aquel triste acontecimiento; fue socio fundador de la Juventud Católica de Sevilla, ocupó una de las secretarias de la Asociación de Católicos y finalmente se adhirió al carlismo.
Participó en la tercera guerra carlista como miembro de Juntas secretas y otros organismos que en Andalucía funcionaron con el fin de allegar recursos y favorecer el triunfo de las armas carlistas, por lo que tuvo que exiliarse y residió por algún tiempo en París.
Cuando regresó se casó con la condesa de Rodezno y de Vallellano, de familia navarra, y se estableció en Madrid. Colaboró con el Marqués de Cerralbo y trabajó para reorganizar la Comunión Tradicionalista. Cuando se fundó el primer Círculo Carlista de Madrid en 1887, ocupó, bajo la presidencia de Cerralbo, la Secretaría General, y posteriormente ejerció el cargo de presidente, organizando con tal motivo actos de propaganda política tanto en Madrid como en distintos puntos de Castilla la Nueva.
En las primeras elecciones políticas en que después participaron los carlistas, fue designado como candidato a diputado a Cortes por el distrito de Santo Domingo de la Calzada, siendo derrotado con poca diferencia de votos por Amós Salvador. Fue elegido diputado a Cortes por Aoiz en 1905, 1907 y 1910.
Presidió la Junta regional jaimista de Castilla la Nueva y Extremadura, logrando la creación de numerosas juntas y círculos en ambas regiones, en las que organizó también actos de propaganda tradicionalista. En 1918 fue designado jefe jaimista de Andalucía en sustitución del anterior jefe regional, José Díez de la Cortina. Al producirse en 1919 la escisión mellista, permaneció del lado de Don Jaime.
A diferencia de otros jaimistas, no tuvo problemas con la Dictadura de Primo de Rivera, aunque un grupo compuesto por Melchor Ferrer, Juan Bautista Roca Caball, Pedro Roma, Francisco Guarner y Antonio Oliveras llegó a proponerlo para Ministro de Estado en un complot contra el régimen llevado a cabo junto a elementos izquierdistas, del que no estuvo enterado.
Falleció el 12 de mayo de 1931 en su domicilio madrileño, en la calle de Jovellanos, núm. 5, y fue enterrado en el cementerio de la Sacramental de San Isidro. Fue padre del político carlista, y posteriormente franquista, Tomás Domínguez Arévalo.